# Jan Radwan

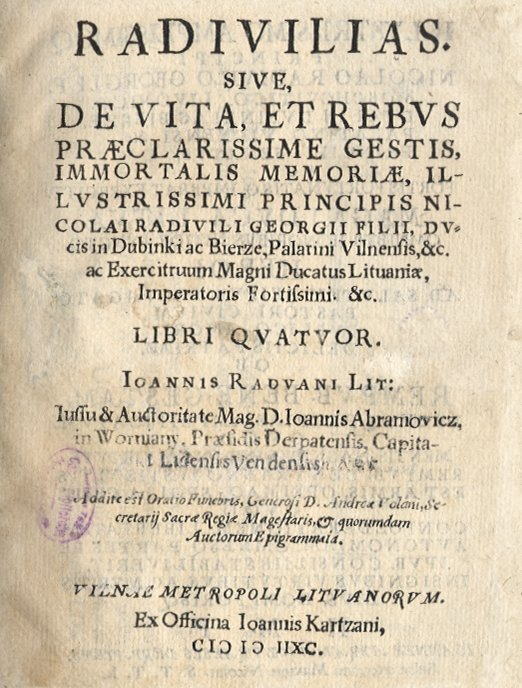
Strona tytułowa poematu "Radivilias"

Jan Radwan (łac. Ioannes Radvanus, ur. XVI w. zmarł w roku 1592) – poeta polsko-litewski z okresu renesansu, kalwinista.
Niewiele wiadomo o jego życiu. Jest znany jako autor epickiego wiersza Radivilias (Wilno, 1592) poświęconego osiągnięciom wojskowym Mikołaja „Rudego” Radziwiłła. Wiersz wykracza jednak poza zwykły panegiryk i maluje szerszy patriotyczny wizerunek Wielkiego Księstwa Litewskiego. W sumie Radwan napisał 18 wierszy, które zostały opublikowane w różnych broszurach przez kalwinistów w Wielkim Księstwie. Wszystkie jego prace zostały napisane po łacinie.